# Halowe Mistrzostwa Europy w Łucznictwie 1983
1. Halowe Mistrzostwa Europy w Łucznictwie odbyły się w dniach 5 - 6 marca 1983 roku w Falun w Szwecji. 

## Medaliści

### Seniorzy

#### Strzelanie z łuku klasycznego
| Konkurencja:           | Złoto:                                                              | Srebro:                                                       | Brąz:                                       |
| indywidualnie kobiet   | Natalja Butuzowa                                                    | Zebiniso Rustamowa                                            | Ludmiła Arszannikowa                        |
| indywidualnie mężczyzn | Władimir Jeszejew                                                   | Boris Isaczenko                                               | Daniel Schneider                            |
| drużynowo kobiet       | ZSRR · Natalja Butuzowa · Ludmiła Arszannikowa · Zebiniso Rustamowa | Finlandia · Päivi Meriluoto · Jutta Vähäoja · Riitta Peltonen | Szwecja · Lisa Andersson · Waas · Nilsson   |
| drużynowo mężczyzn     | ZSRR · Władimir Jeszejew · Boris Isaczenko · Maksimow               | Francja · Daniel Schneider · Neron · Baudrimon                | Holandia · Diels · van Rosendaal · Koonings |

## Klasyfikacja medalowa
| Lp. | Państwo   | Złoto | Srebro | Brąz | Razem |
| 1.  | ZSRR      | 4     | 2      | 1    | 7     |
| 2.  | Francja   | 0     | 1      | 1    | 2     |
| 3.  | Finlandia | 0     | 1      | 0    | 1     |
| 4.  | Holandia  | 0     | 0      | 1    | 1     |
| 4.  | Szwecja   | 0     | 0      | 1    | 1     |